# CIS ETR 470
De CIS ETR 470 is een elektrisch treinstel van het type Pendolino, bestemd voor het langeafstands-personenvervoer tussen Duitsland, Zwitserland en Noord-Italië. De treinstellen waren aanvankelijk in dienst bij de Zwitsers spoorwegonderneming Cisalpino (CIS) en zijn overgenomen door Trenitalia (TI), bedrijfsonderdeel van Ferrovie dello Stato (FS) en de Schweizerische Bundesbahnen (SBB).

## Geschiedenis
De negendelige treinstellen zijn afgeleid van de ETR 460. Door de ontbinding van Cisalpino per 13 december 2009 gingen 5 treinen over naar Ferrovie dello Stato (FS) en gingen 4 treinen over naar Schweizerische Bundesbahnen (SBB). De Cisalpino-treinstellen ETR 470 worden sinds december 2006 niet meer in Duitsland ingezet. Op 31 mei 2011 maakte Schweizerische Bundesbahnen (SBB) bekend dat deze treinen met ingang van december 2014 niet meer zullen worden gebruikt.
Op 14 november 2015 werden de volgende treinstellen ETR 470 002, 003 en 005 naar de sloper in Kaiseraugst gebracht.
De Schweizerische Bundesbahnen (SBB) gaat deze treinen op de Noord-Zuid treindienst door de Gotthard-basistunnel vervangen door de aanschaf van 29 treinstellen. Deze treinstellen komen vanaf 2017 in dienst.

### Ontsporing
Op 9 mei 2011 ontspoorde door een vallende steen tussen Rhodi en Ambri de EC 12 van Milano Centrale naar Zürich HB. Het ging hierbij om treinstel ETR 470 006 van FS Trenitalia.

### Brand
Op 11 april 2006 werd door de rookmelders van de Zimmerberg-Basistunnel een brand in de motorgenerator van CIS ETR 470.7 als trein 157 tussen Stuttgart en Milano Centrale ontdekt. Hierbij werd de trein in de tunnel tot stoppen gedwongen.
Op 17 mei 2011 ontstond er brand bij Ambri-Piotta in de EC 12 van Milano Centrale naar Zürich HB. Het ging hierbij om treinstel ETR 470.7 van FS Trenitalia.
Op 19 mei 2013 ontstond er brand bij de accus van een trein in Zürich Hauptbahnhof.

## Constructie en techniek
Het treinstel is opgebouwd uit een aluminium frame met luchtgeveerde draaistellen. Het treinstel is uitgerust met kantelbaktechniek. Door deze installatie is het mogelijk dat het rijtuig ongeveer 8° kantelt, waardoor meer comfort in de bochten merkbaar is.

### Nummers
De treinen waren door de Cisalpino (CIS) als volgt genummerd:
- CIS 470.1-470.9

Vijf treinstellen zijn overgenomen door de Ferrovie dello Stato:
- FS 470.1 (in 2009 buitendienst gesteld)
- FS 470.4
- FS 470.6
- FS 470.7
- FS 470.8

De overige vier treinstellen werden overgenomen door de Schweizerische Bundesbahnen:
- SBB 470.2
- SBB 470.3
- SBB 470.5
- SBB 470.9

## Treindiensten
De treinstellen werden tot 13 december 2009 door Cisalpino ingezet op de volgende trajecten.
Van maart 1998 tot december 2006 op het traject:
- Stuttgart - Schaffhausen - Zürich - Milaan

Stand tot 13 december 2009:
- Zürich - Milaan
- Zürich - Florence
- Schaffhausen - Triest
- Basel - Milaan

## Foto's

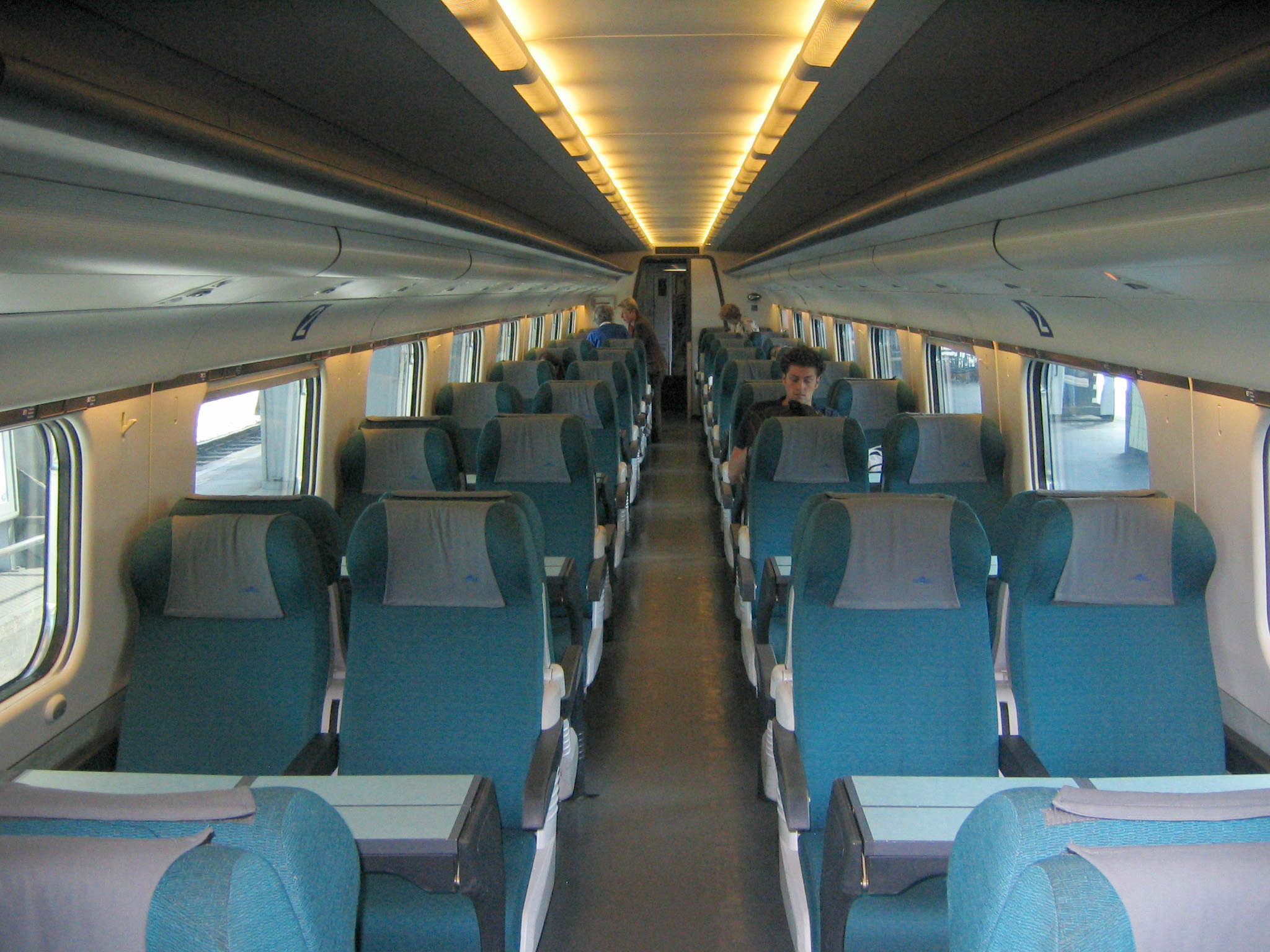
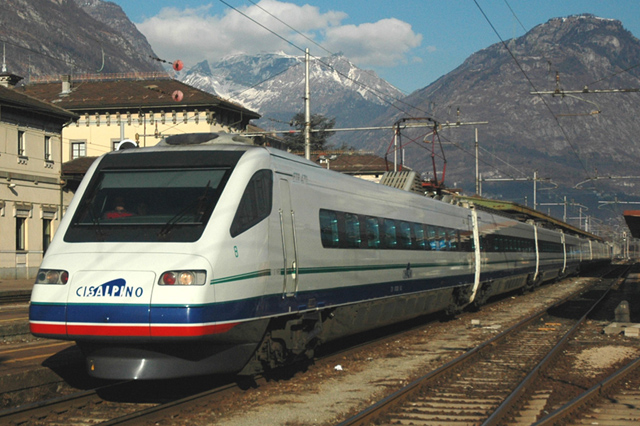
CIS - ETR 470.8 te Domodossola
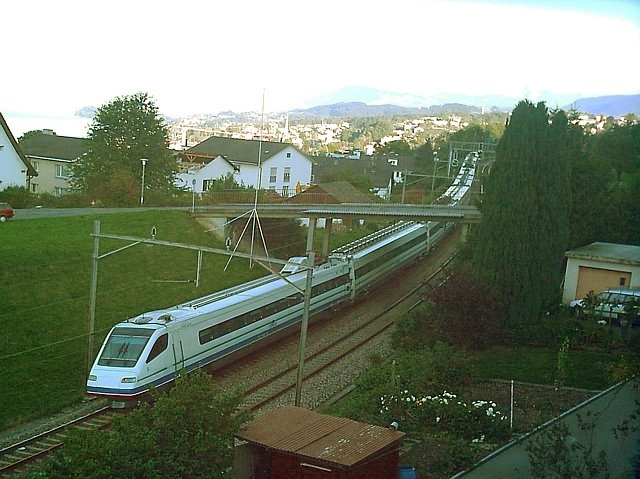
ETR 470 op 24 augustus 2004 te Oberdorf (CH)